# Зед
Антон Ѝгоревич Заславски е германски диджей и продуцент, известен със сценичния си псевдоним Зед (Zedd), от руско-еврейски произход.
Носител е на музикални награди: „Грами“ (2014) и на Националната академия за изкуства и науки за записване (САЩ) в номинацията „Най-добър танцов запис“ за песента „Clarity“ (изпълнена съвместно с британските певици Foxes).

## Биография
Заславски е роден в Саратов, Руска СФСР, СССР на 2 септември 1989 г.
През 2014 г. влиза в Топ–10 класацията на „Форбс“ на най-високо платените диджеи в света.
Той пише музика, предимно електро-хаус, но не се ограничава само до това и сред неговите композиции също има песни от жанра на progressive-house, complextro и dubstep.
През 2014 г. в класацията на английското списание „DJ Magazine“ „Zedd“ заема 22-ро място в списъка „Топ 100 на най-добрите диджеи в света“.
Антон Заславски е роден на 2 септември 1989 г. в Саратов в музикално семейство от което получил класическо музикално образование, като започнал от четири годишен, за да се научи да свири на пиано.
За три години, Антон и семейството му се преместват в германския град Кайзерслаутерн, където прекарва детството и младежките си години.
На възраст от дванадесет той се научава да свири на кларинет. Заедно с брат си Аркадий той става член на рок групата „Dioramic“, в Кайзерслаутерн през 2002 година.
Интересът му към електронната музика се е появил седем години по-късно, след като слушал албума на френското електро-пънк дуо „Justice“. През 2009 г. самият Антон Заславски започва да произвежда електронната музика.
През 2011 г. Антон Заславски издава сингъла „Dovregubben“, написан от него в стил електро-хаус. Песента веднага скочила до върха на музикалните класации.
Заславски живее в Берлин. Той е работил със световни звезди като Lady Gaga, Skrillex, Black Eyed Peas, Fatboy Slim, Hayley Williams, Liam Payne, Selena Gomez, Kesha и Ariana Grande.
През 2013 г. произвежда 3 песни от новия албум на Лейди Гага „Artpop“: „Aura“, „G.U.Y“ и „Donatella“.

## Дискография
- Clarity (2012)
- True Colors (2015)